# Unorganized Borough

Der Unorganized Borough innerhalb Alaskas

Der Unorganized Borough (englisch für Unorganisierter Bezirk) ist der Teil des US-Bundesstaates Alaska, der nicht in einem der neunzehn organisierten Boroughs Alaskas eingegliedert ist. Der Unorganized Borough erstreckt sich über etwa 970.500 km² und ist damit größer als Deutschland und Frankreich zusammen; er wird allerdings von nur etwa 82.000 Menschen bewohnt (Stand 2000), was 13 % der Bevölkerung Alaskas ausmacht. Die größte Stadt der Region ist Bethel.
Dass nicht die gesamte Fläche eines Bundesstaates in Countys oder äquivalente Einheiten unterteilt ist, kommt in den USA nur in Alaska vor. Von 1970 bis 2013 war das Unorganized Borough in elf Census Areas gegliedert. Von 2013 bis 2019 waren es zehn. Seitdem ist die Zahl durch die Spaltung der Valdez-Cordova Census Area in die Chugach und Copper River Census Area wieder auf elf gestiegen:
| - Aleutians West Census Area - Bethel Census Area - Chugach Census Area - Copper River Census Area - Dillingham Census Area - Hoonah-Angoon Census Area | - Kusilvak Census Area - Nome Census Area - Prince of Wales-Hyder Census Area - Southeast Fairbanks Census Area - Yukon-Koyukuk Census Area |

Mit Ausnahme der inkorporierten Städte werden die öffentlichen Dienste direkt vom Bundesstaat Alaska organisiert, da die Region über keine Gemeinden verfügt.
Über den unorganisierten Zustand des riesigen Areals und über dessen Zukunft wird in letzter Zeit diskutiert. In den vergangenen Jahren kamen Pläne auf, Teile des Unorganized Boroughs in bestehende Verwaltungseinheiten zu integrieren.